# Kościół Przemienienia Pańskiego w Osieku Jasielskim
Kościół Przemienienia Pańskiego w Osieku Jasielskim – kościół rzymskokatolicki, dawny parafialny pw. Przemienienia Pańskiego wzniesiony około 1419.
Kościół należy do wyjątkowych przykładów rozwiązania bazylikowego w drewnianej architekturze sakralnej. Jest jednym z najstarszych kościołów drewnianych w Polsce.
Świątynia znajduje się na szlaku architektury drewnianej województwa podkarpackiego (trasa VIII – jasielsko-dębicko-ropczycka).

## Historia
Parafię w Osieku Jasielskim erygowano w 1370, a kościół został wzniesiony na przełomie XV i XVI wieku (według miejscowego przekazu w 1419). Około 1640 świątynię poddano gruntownej przebudowie i rozbudowie: dostawiono wieżę-dzwonnicę z kruchtą do zachodniej ściany kościoła, przebudowano dach, zmieniono wyposażenie wnętrza. Kolejny remont przeprowadzono w II połowie XVIII wieku. Podczas remontu w 1840 ściany ozdobiono polichromią. W 1976 wykonano prace zabezpieczające. W latach 2006–2009 wykonano remont generalny elementów konstrukcyjnych świątyni (wzmocnienie fundamentów, pokrycie gontowe) oraz rozpoczęto prace konserwatorskie wewnątrz kościoła.

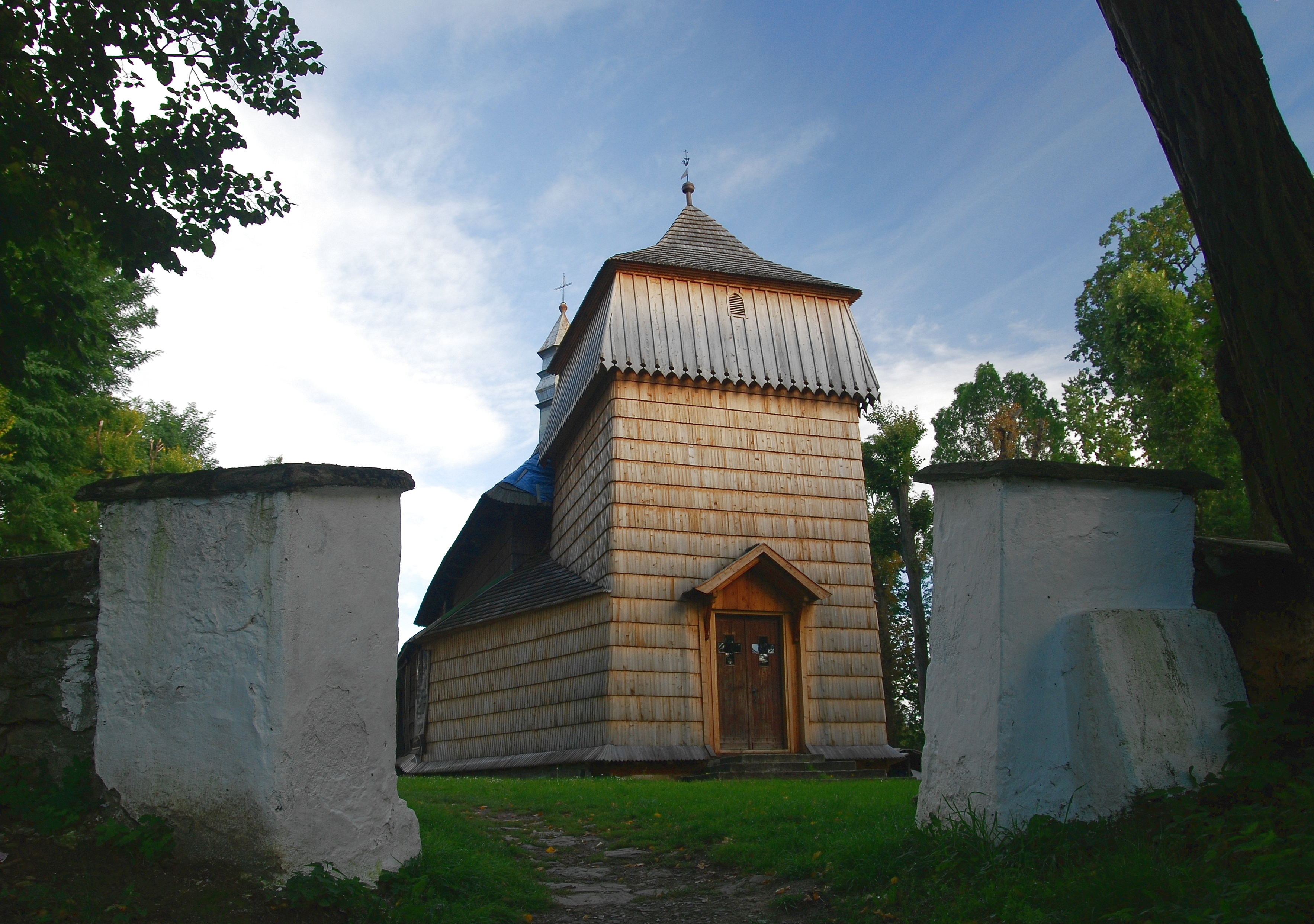
Widok od strony zachodniej
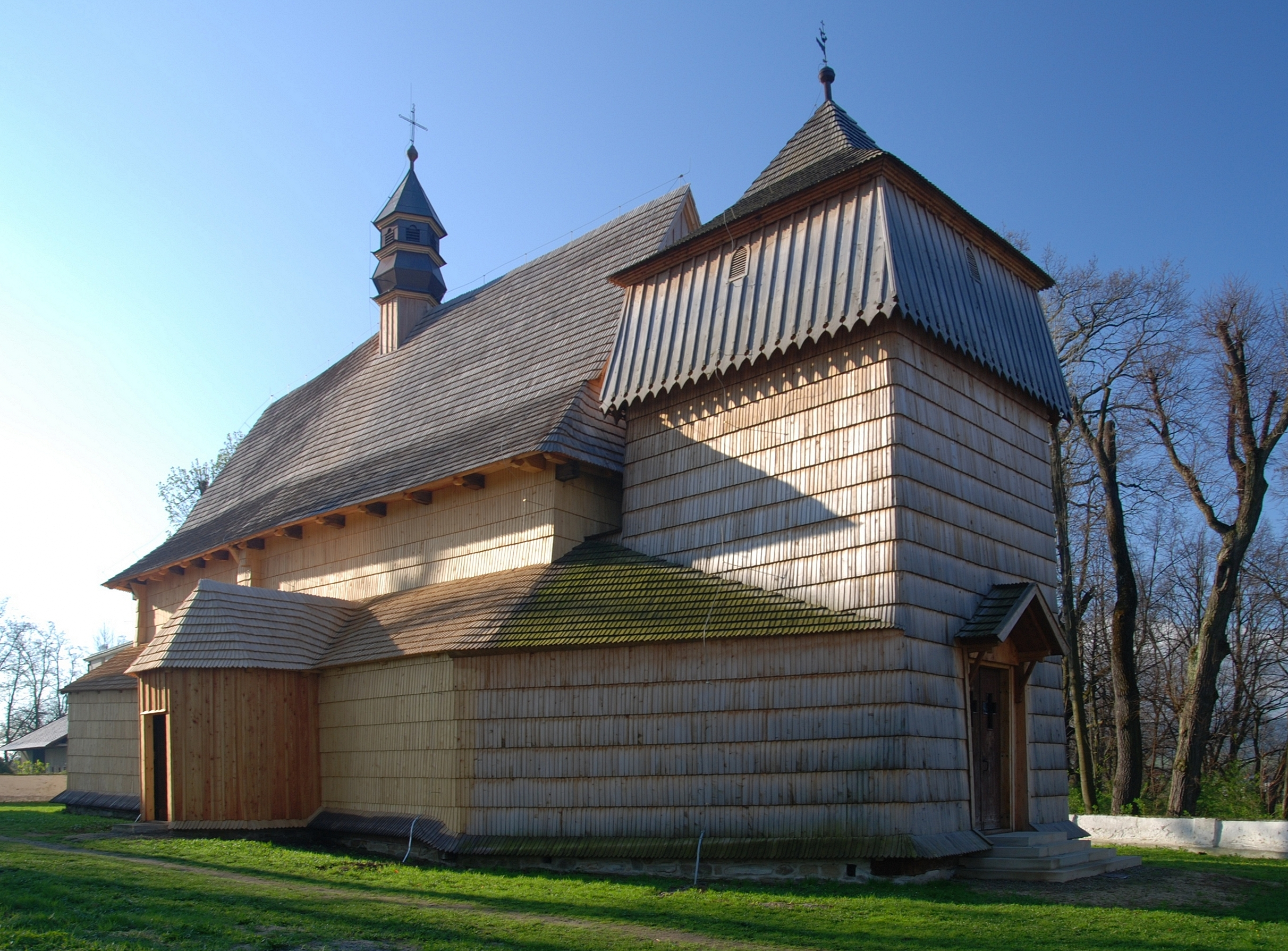
Widok od strony północno-zachodniej
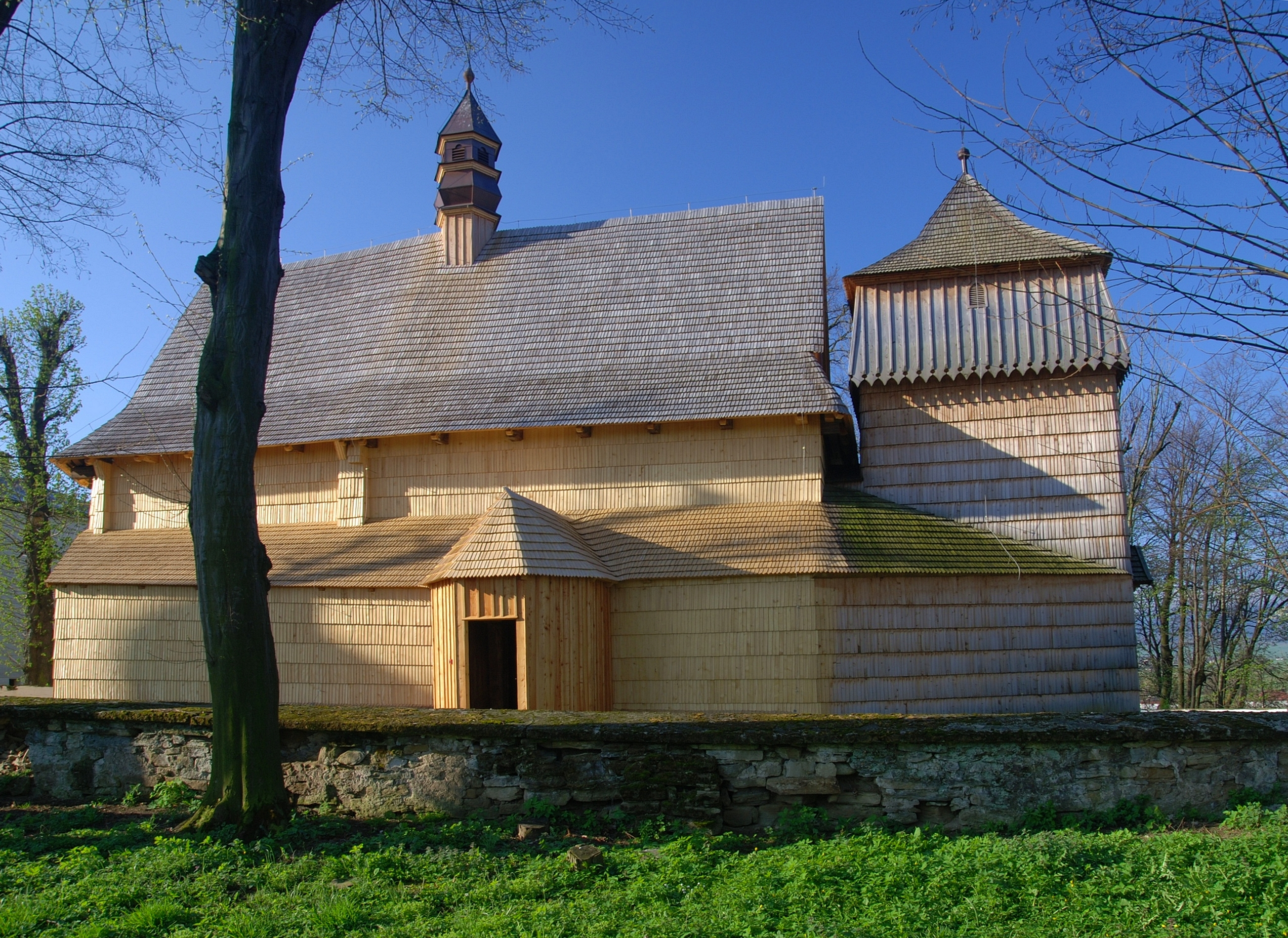
Widok od strony północnej

## Architektura i wyposażenie
Kościół jest orientowany, konstrukcji zrębowej, z wieżą o konstrukcji słupowo-ramowej. Trójnawowy w układzie bazylikowym, do nawy głównej przylegają dwie niższe nawy boczne.
Do trójbocznie zamkniętego prezbiterium węższego od nawy głównej dostawiona zakrystia. Wieża niska, przysadzista, na rzucie kwadratu, z bocznymi aneksami, zwieńczona izbicą z namiotowym dachem. Nawa i prezbiterium przykryte dachem jednokalenicowym z sześcioboczną wieżyczką na sygnaturkę, zakończoną hełmem ostrosłupowym. Ściany kościoła pobite są gontem.
Wnętrze nakryte jest stropami płaskimi, a w nawach bocznych spłaszczone sklepienia kolebkowe. Ściany i stropy ozdobione neobarokową polichromią figuralną. Chór muzyczny z XVIII wieku wsparty na słupach z wybrzuszonym parapetem w części środkowej. Wyposażenie pochodzi z różnych okresów, a najcenniejsze to:
- barokowe ołtarze z XVII wieku: główny i trzy boczne,
- późnogotycki krucyfiks z XVI wieku,
- kamienna chrzcielnica z XVI wieku,

oraz przeniesione do nowego kościoła poświęconego w 2000:
- obraz Matki Boskiej Śnieżnej z ołtarza głównego
- obraz malowany na desce Chrystusa Salwatora z XVI wieku z ołtarza bocznego

Z kościoła w Osieku Jasielskim pochodzi tryptyk św. Piotra i św. Pawła z pierwszej połowy XVI wieku, przechowywany obecnie w Muzeum Archidiecezjalnym w Przemyślu.

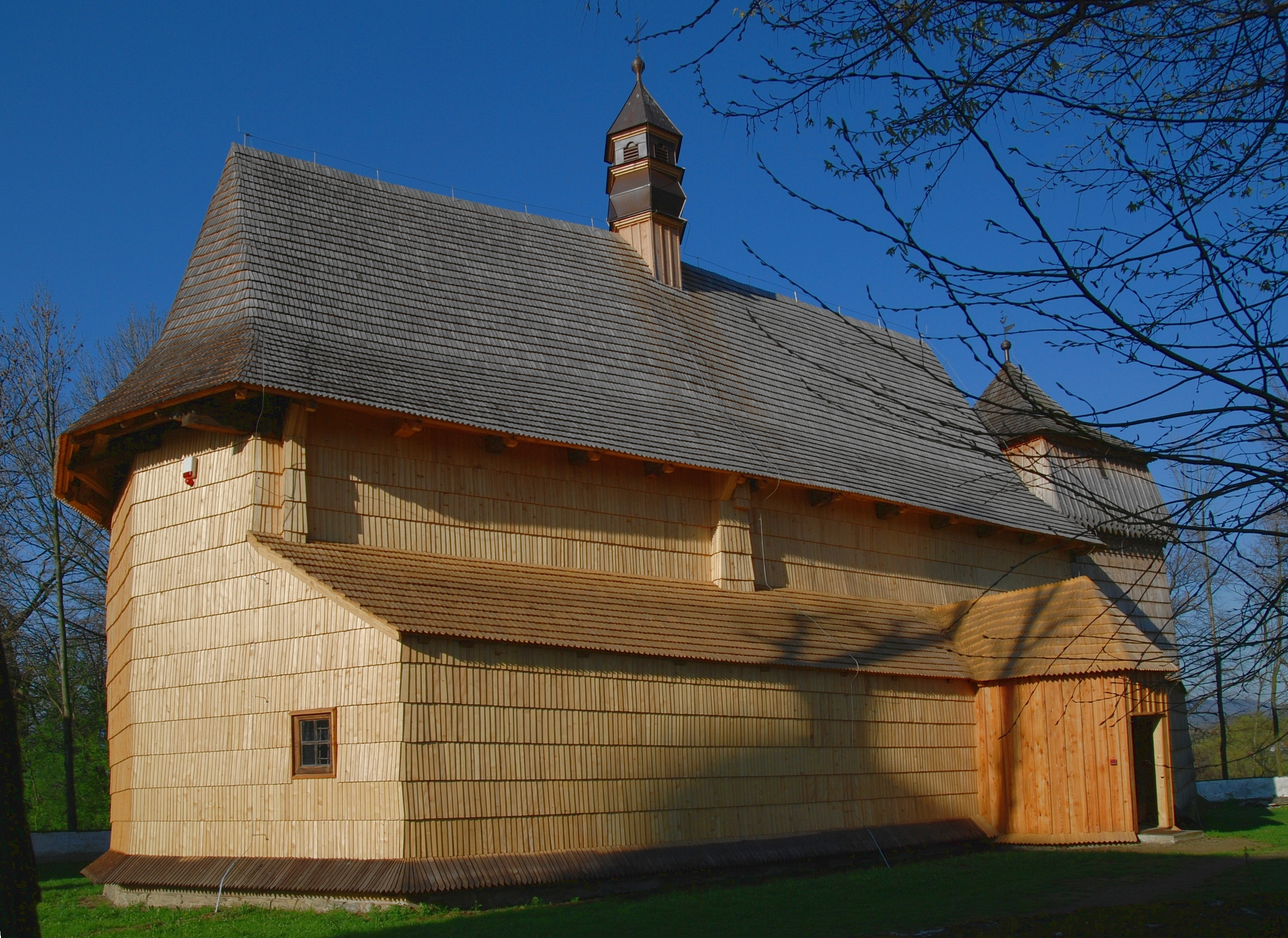
Widok od strony północno-wschodniej
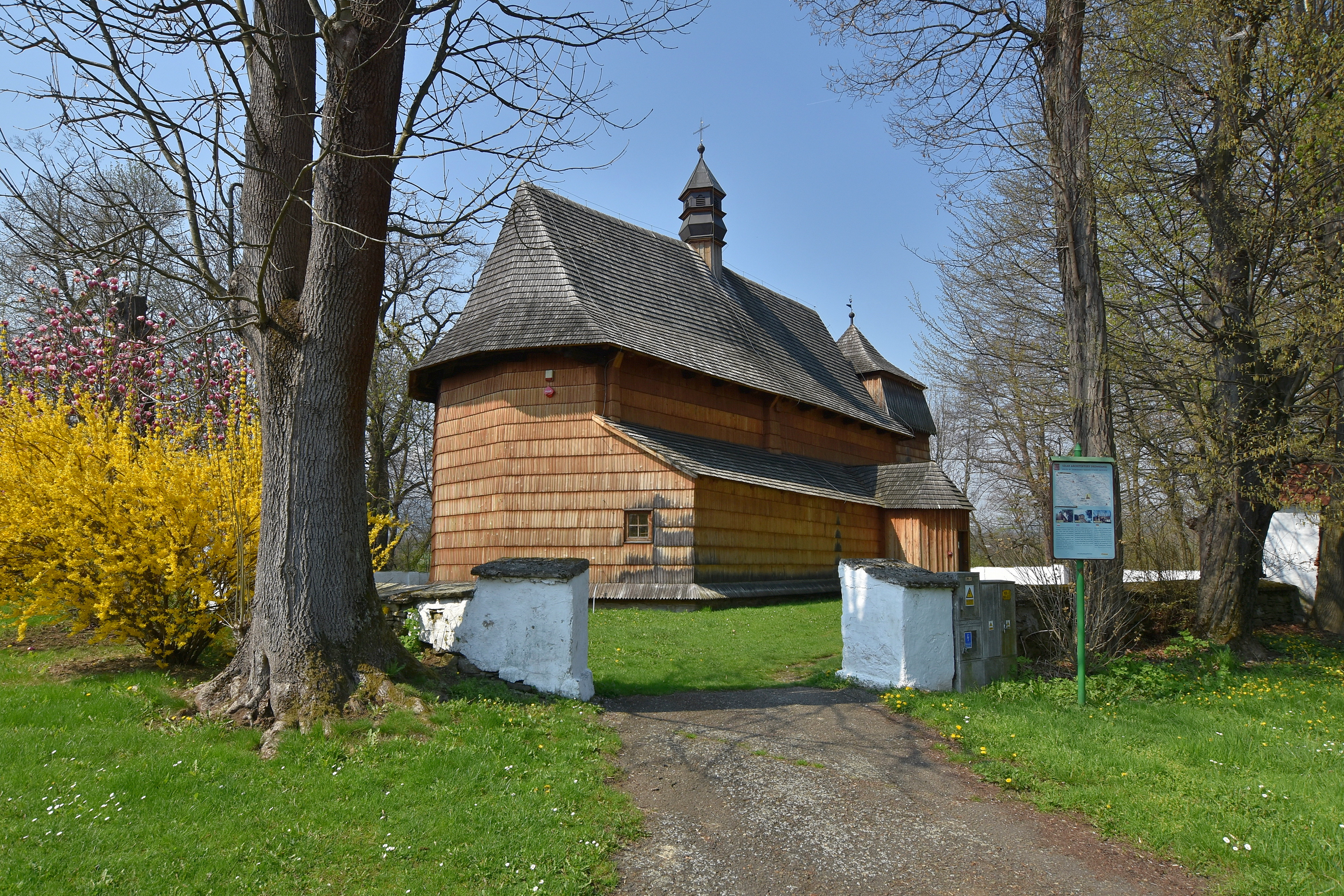
Ogrodzenie
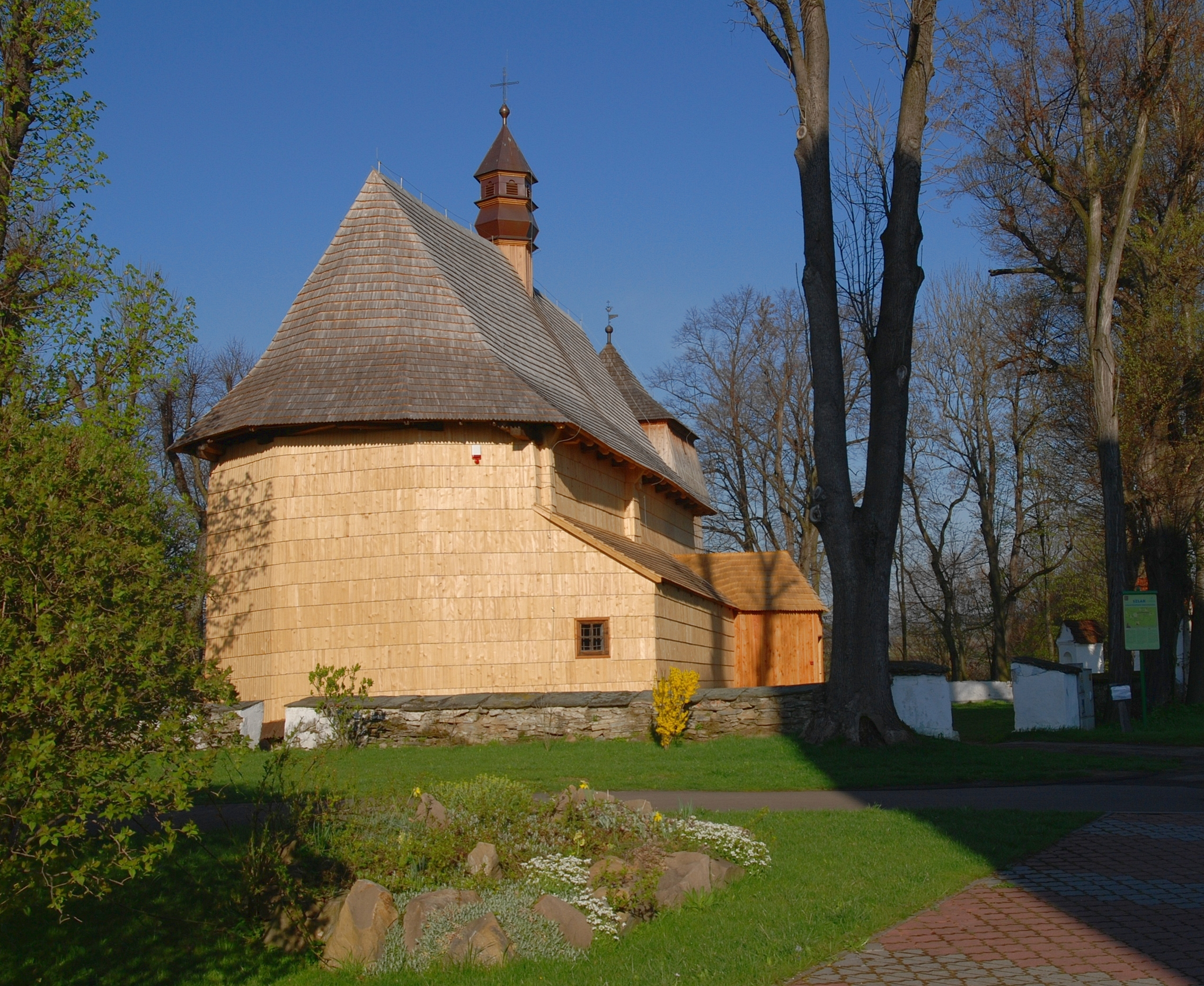
Widok od strony wschodniej

## Otoczenie kościoła
Obiekt jest otoczony starodrzewiem i ogrodzony kamiennym murem z kaplicami.

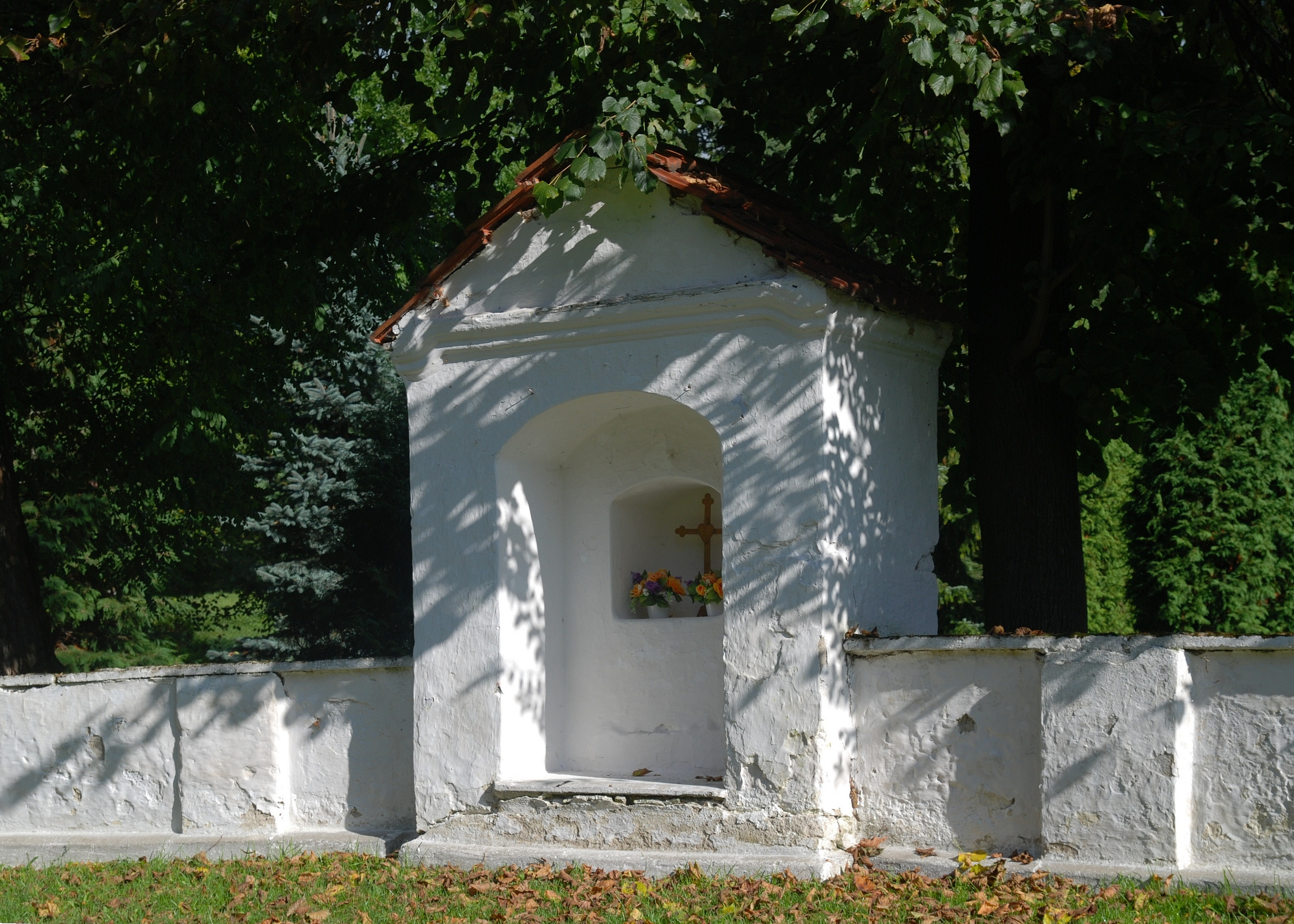
Kapliczka w ogrodzeniu
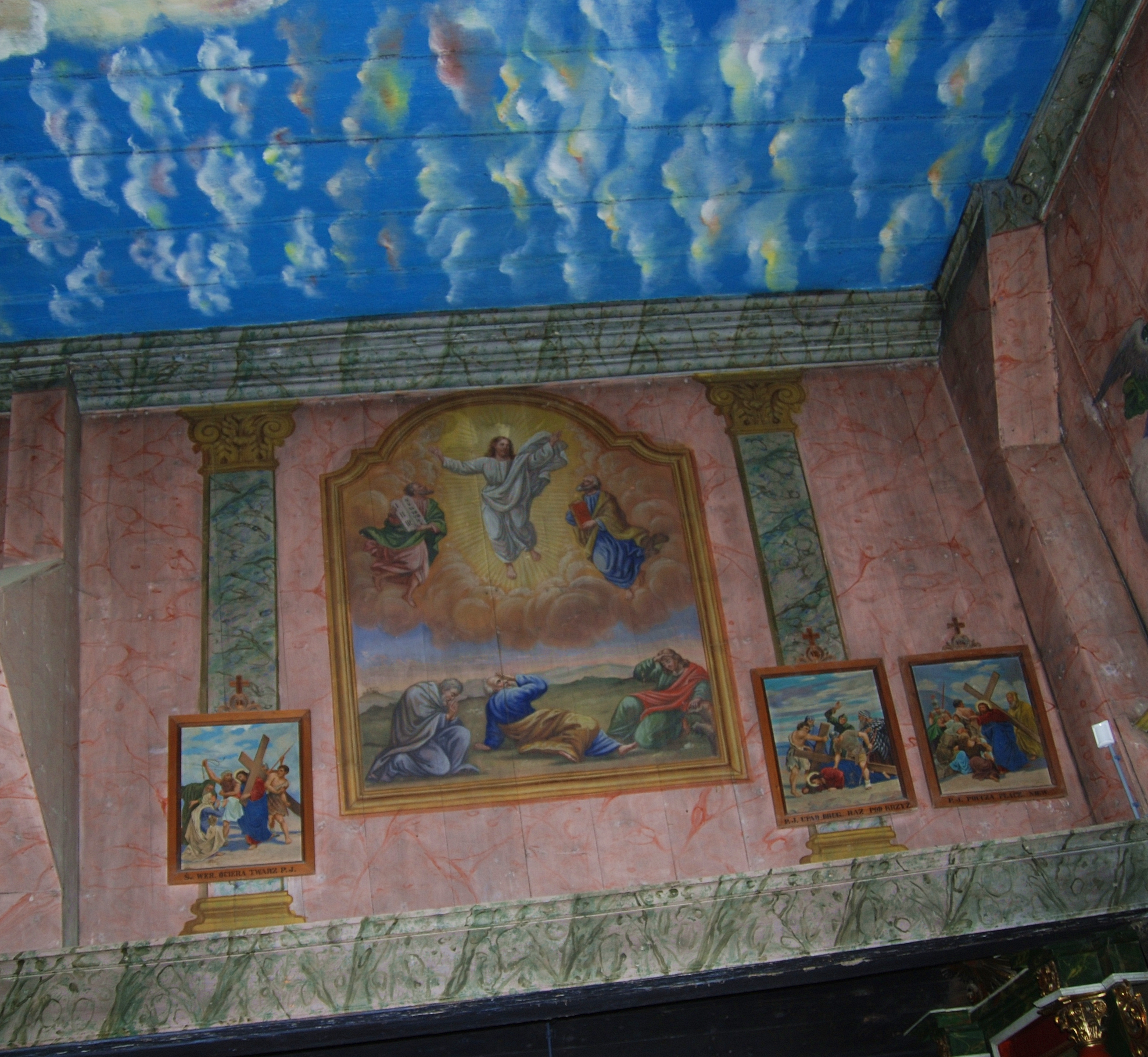
Polichromia
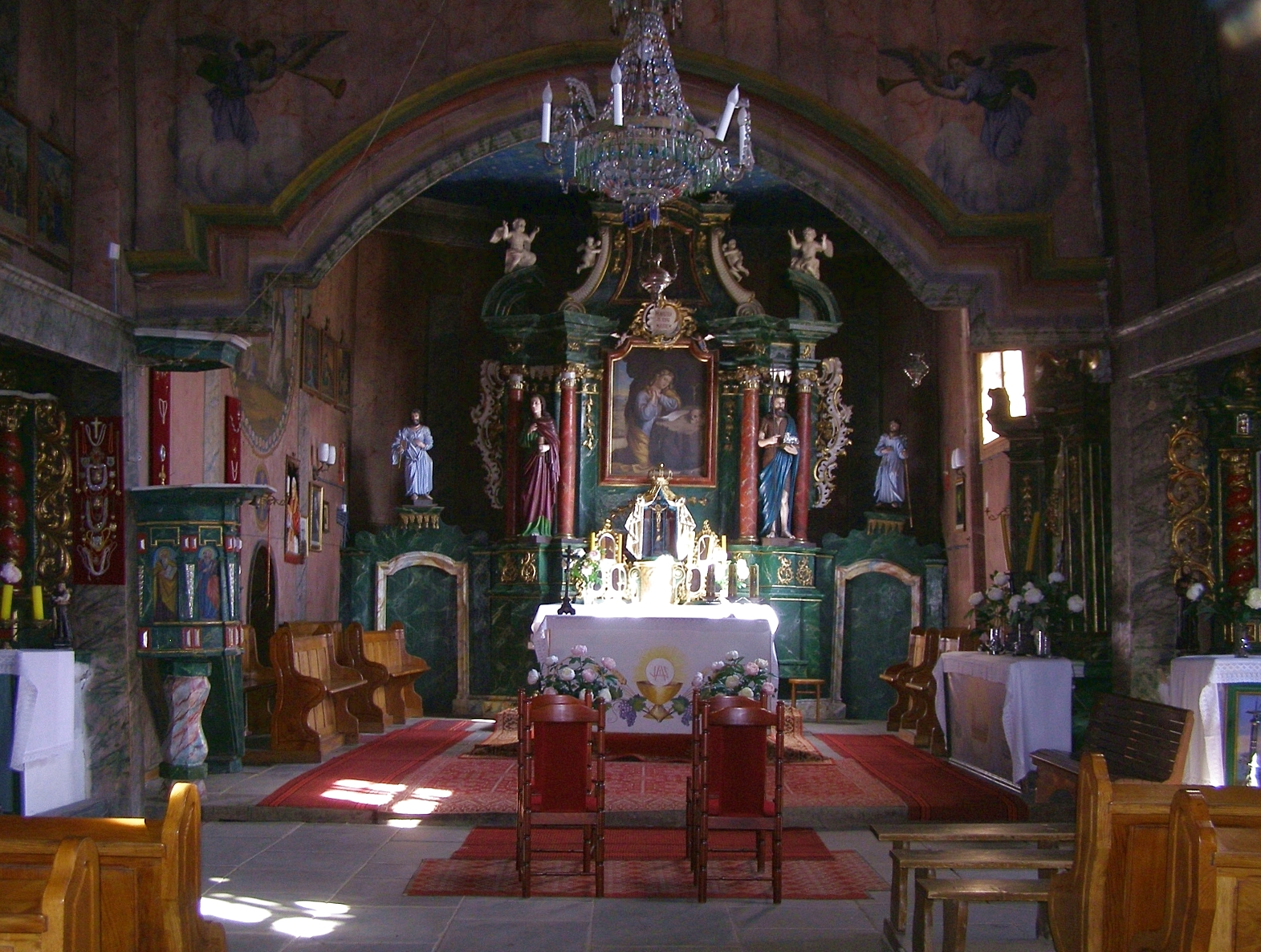
Widok ogólny wnętrza
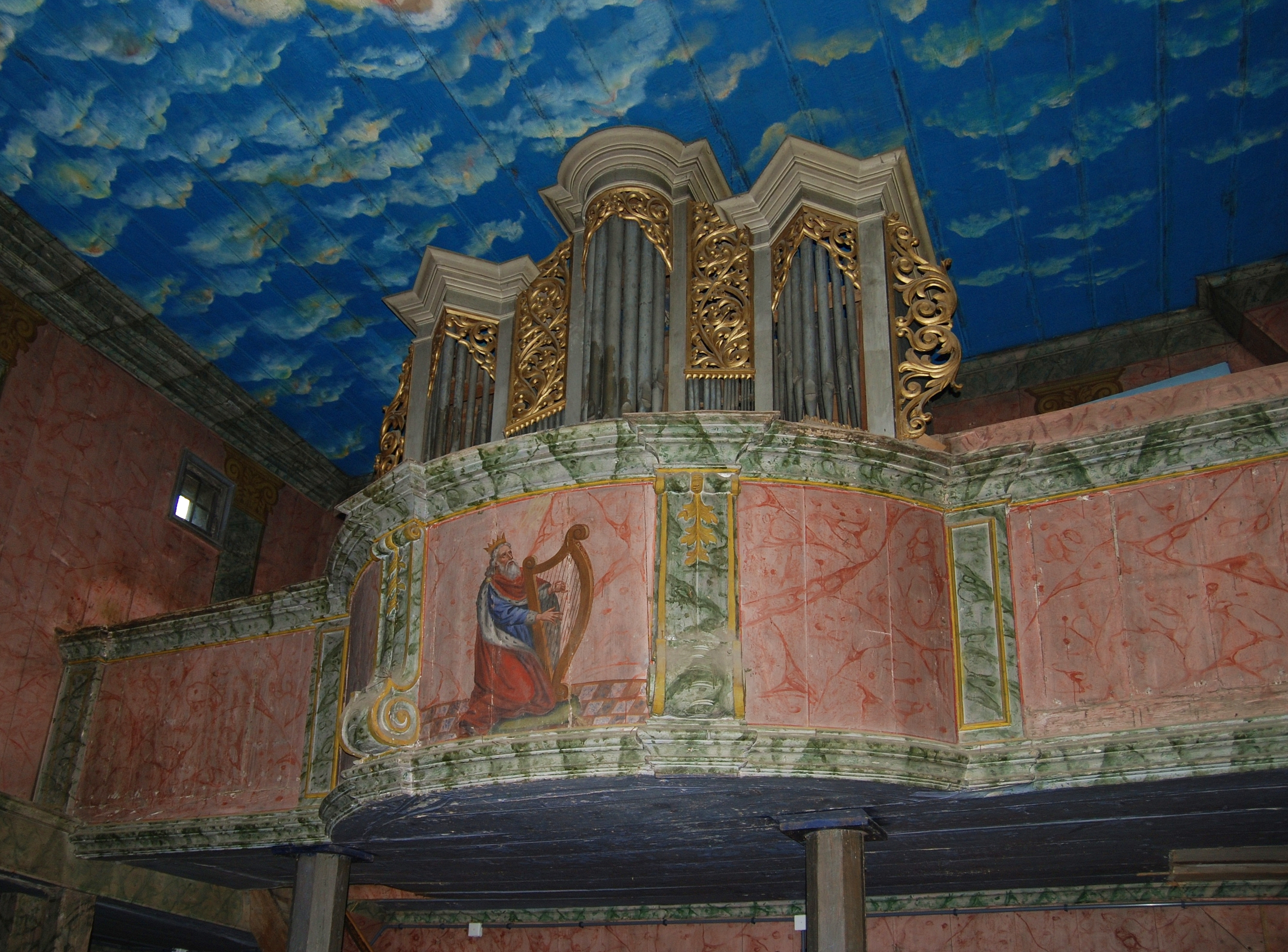
Chór muzyczny
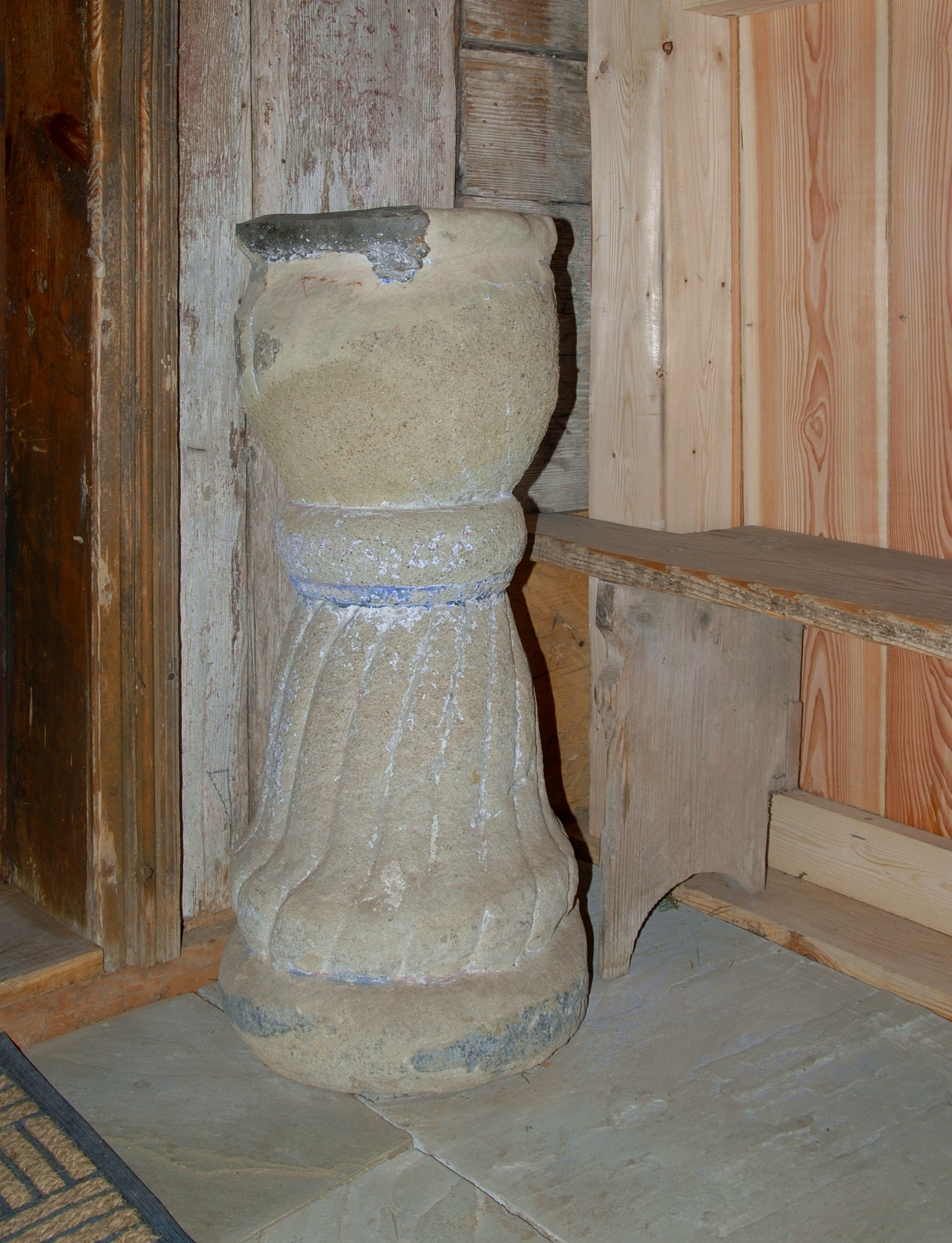
Chrzcielnica
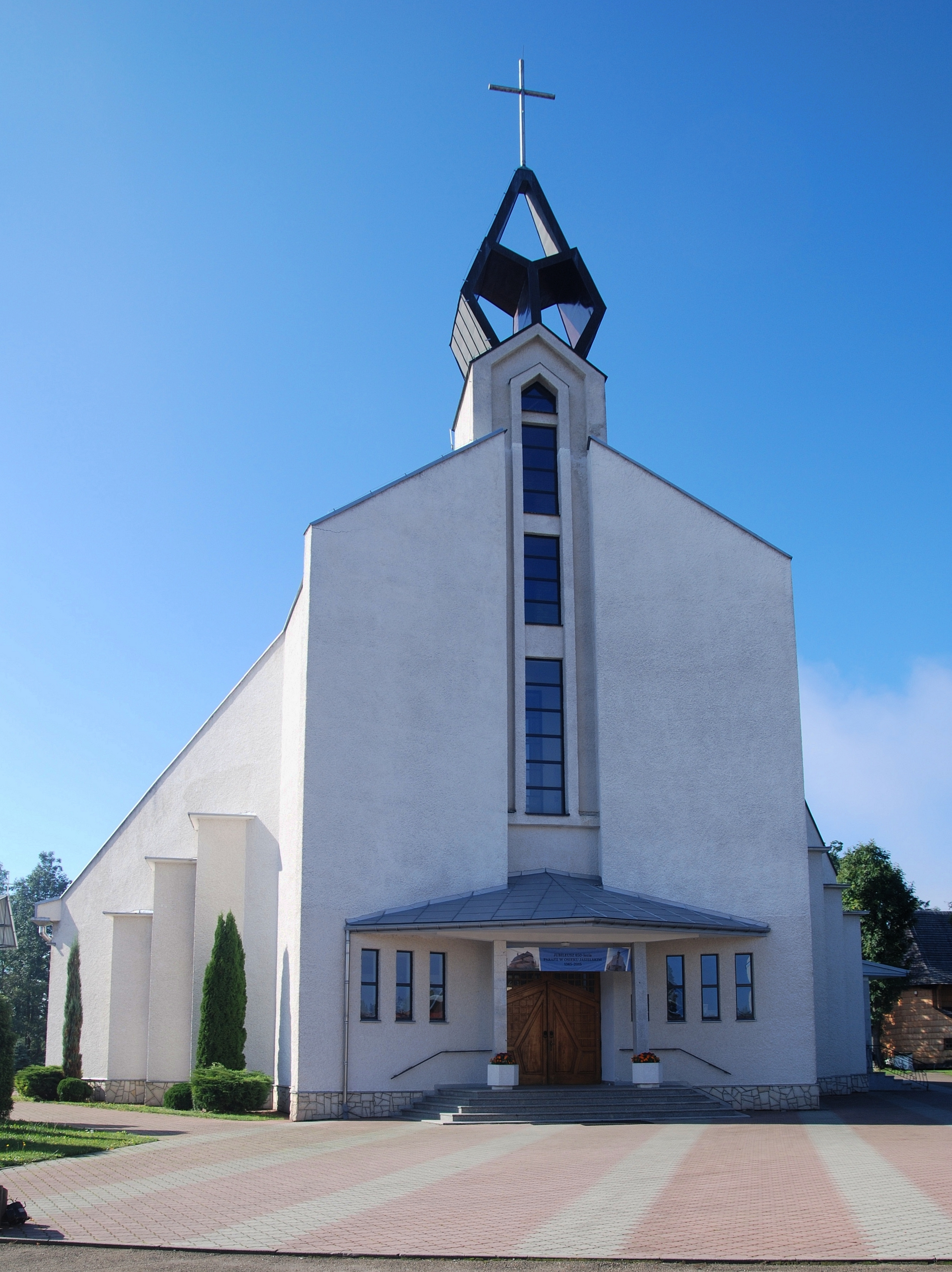
Nowy kościół